# Bildungspartei
Die Bildungspartei (Kurzbezeichnung: Bildung) war eine im Januar 2006 in Berlin gegründete deutsche Kleinpartei. Der am 19. März 2006 gegründete Landesverband Berlin sollte ursprünglich „Berliner Elternpartei – die Bildungspartei“ heißen. Um aber eine Verwechslung mit der Elternpartei auszuschließen, trat die Landesliste bei den Wahlen zum Abgeordnetenhaus 2006 unter der Bezeichnung „Bildungspartei“ an.
Bei der Wahl am 17. September 2006 erzielte die Partei 0,3 % der Stimmen.

## Geschichte
Die Gründung erfolgte durch Mitglieder des Berliner Landeselternausschusses und Elternvertreter aus den Berliner Schulgremien. Der Hintergrund waren die „Bildungspolitischen Ziele der Berliner Eltern“, die von den Eltern unter Koordination des Landeselternausschusses zusammengestellt wurden. Damit wurde gegen die Bildungspolitik des Senats protestiert und bildungspolitische Ziele wie der Wettbewerb der Bildungseinrichtungen untereinander, Chancengleichheit für Schüler, leistungsbezogene Bezahlung der Lehrer und mehr Investitionen in Schulen und Kindertagesstätten gefordert.
Allerdings wurde schon im Vorfeld von anderer Seite die Personalunion des Bundesvorsitzenden der Partei und gleichzeitigen Vorsitzenden des Landeselternausschusses André Schindler kritisiert.
Nach dem für die Partei enttäuschenden Ergebnis kam es in der Parteiführung zu Streitigkeiten. Der Bundesvorsitzende der Bildungspartei wurde, laut Information durch den Berliner Landesvorstand, „wegen parteischädigenden Verhaltens“ aus der Partei ausgeschlossen. Der Bundesvorsitzende bestätigte, ein entsprechendes Schreiben bekommen zu haben, wies jedoch die Vorwürfe als unhaltbar und rufschädigend zurück. Außerdem könne der Landesvorstand ihn als Bundesvorsitzenden der Partei gar nicht abwählen. Der Bundesvorstand erklärte die Wahl des Landesvorstandes seinerseits für ungültig.
Seit Juni 2007 ist der Internetauftritt der Partei eingestellt, sie beendete ihre politische Arbeit und ist beim Bundeswahlleiter nicht mehr gelistet. Ein Auflösungsdatum ist nicht bekannt.